# Coenzyme B
La coenzyme B, abrégée en CoB–SH, in extenso 7-mercaptoheptanoylthréonine phosphate, est une coenzyme intervenant dans les réactions d'oxydo-réduction de la méthanogenèse chez les archées méthanogènes. La molécule contient un groupement thiol –SH, qui est le principal site réactionnel.
La coenzyme B réagit avec la méthyl-coenzyme M afin de libérer le méthane lors de la méthanogenèse :
CoB–SH + CH3–S–CoM →  CoB–S–S–CoM + CH4.
Cette réaction est catalysée par la méthyl-coenzyme M réductase, avec le cofacteur F430 comme groupement prosthétique.
Une réaction apparentée, utilisant à la fois CoB–SH et CoM–SH, est la réduction du fumarate en succinate, catalysée par la fumarate réductase :
CoB–SH + HS–CoM + −OOC–CH=CH–COO− →  CoB-S-S-CoM + −OOC–CH2–CH2–COO−.